# Nicolas Witsen
Nicolas Witsen (1641-1717), que les Hollandais écrivent Nicolaes Witzen, était le bourgmestre d'Amsterdam, et l'un des directeurs de la Compagnie néerlandaise des Indes orientales à la fin du XVIIe siècle.

## Biographie
Fondateur du jardin botanique d'Amsterdam, il est considéré comme l'un des plus importants acteurs de l'histoire de la culture du café.
Conseiller de l'amirauté d'Amsterdam, commissaire du pilotage, il a été treize fois bourgmestre d'Amsterdam, de 1682 jusqu'en 1706, puis échevin et député au conseil d'état de la province de Hollande. Considéré comme savant érudit, passionné par les sciences et les arts, il est considéré comme le rédacteur et l'éditeur de la relation du naufrage sur l'île de "Quelpaerts", livre paru à Amsterdam. Witsen avait publié à la même époque une carte détaillée de la partie septentrionale et orientale de l'Europe et de l'Asie depuis la Nouvelle-Zemble jusqu'à la Chine, à laquelle il avait travaillé selon lui plus de vingt ans. Witsen avait aussi publié De militia navali veterum, un traité sur l'architecture navale des anciens Grecs et Romains, resté très rare mais classé à la Bibliothèque nationale de Paris. 

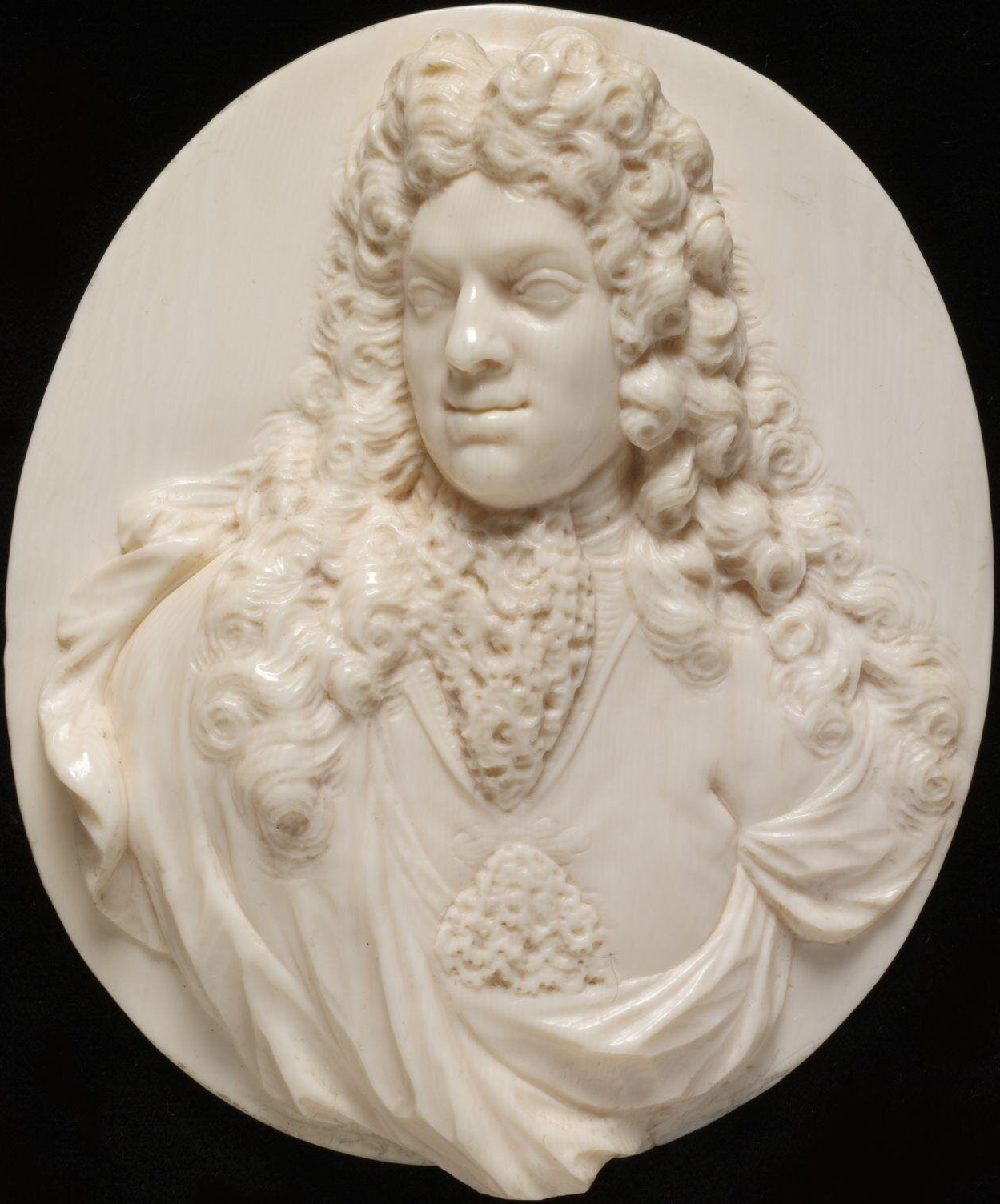
Portrait de Nicolaes Witsen, par Francis van Bossuit

Plus généralement, il a écrit dès 1671, des livres qui donnent une image de l'époque de la construction navale hollandaise au XVIIe siècle. À quinze ans, en 1656, il voyage en Angleterre où il rencontre les enfants d'Oliver Cromwell. Il se lie d'amitié à l'empereur de Russie, Pierre le grand, pendant le séjour de ce dernier à Amsterdam et fut l'homme qui accueillit les réfugiés huguenots après la révocation de l'Édit de Nantes. Lors de la Glorieuse Révolution britannique de 1688, les États de Hollande envoyèrent, en 1689, une ambassade extraordinaire à Londres, dont Nicolas Witsen, en tant que bourgmestre d'Amsterdam, faisait partie.
L'année suivante, d'après le botaniste, médecin et humaniste hollandais Herman Boerhaave, Nicolas Witsen, pressa le gouverneur néerlandais de Batavia, Van Hoorn, d'implanter de graines de caféier d'Arabie, alors que le commerce du poivre s’essoufflait, et de lui en envoyer des pieds vivants, en 1690. Ceux-ci furent placés dans le jardin botanique d'Amsterdam. Ils y portèrent des fruits. 
Ce sont ces plants de café, curiosité du jardin botanique d'Amsterdam, qui ont nourri l'accélération de l'histoire de la culture du café, les années suivantes. En 1712, juste avant le Traité d'Utrecht signant la paix entre France et les Provinces-Unies, les magistrats d'Amsterdam, en particulier son successeur le bourgmestre M. De Brancas, en envoyèrent un pied en bon état et couvert de fruits, à Louis XIV. Ce plant mourut et les Hollandais en envoyèrent un second en 1714 au Roi de France, qui le fit soigner dans son jardin de Marly-le-roi et commanda la deuxième expédition de Moka, pour l'implanter à la Réunion, où ce café devient le Bourbon pointu.
Louis XIV, qui était dans sa dernière année, multiplia aussi le caféier dans les serres du jardin du Roi à Paris, qui devinrent le Jardin des plantes. L'un des professeurs de ces serres, Antoine de Jussieu, avait déjà publié en 1713, dans les Mémoires de l'Académie des sciences, une description intéressante de la plante, d'après un pied que Paneras, directeur du jardin d'Amsterdam lui avait envoyé.